# Till-Holger Borchert
Pour les articles homonymes, voir Borchert.
 (octobre 2022).
Till-Holger Borchert (né à Hambourg le 4 janvier 1967) est un historien de l'art allemand et auteur spécialisé dans l'art des XVe et XVIe siècles. 

## Biographie
Till-Holger Borchert étudie l'histoire de l'art et la musicologie à l'université de Bonn. 
Il est le conservateur en chef des musées Groeninge et Arentshuis (nl) à Bruges depuis 2003[réf. nécessaire].
Il a organisé un certain nombre de grandes expositions, dont les  Portraits de Memling montrée à Bruges, à la Frick Collection à New York et au musée Thyssen-Bornemisza à Madrid (2005), De Van Eyck à Dürer au Groeninge à Bruges (2010) et Memling Rinascimento Fiammingo aux Écuries du Quirinal à Rome (2014).

## Publications

### Ouvrages
- [2002] The Age of Van Eyck : The Mediterranean World and Early Netherlandish Painting 1430–1530, Thames & Hudson, 2002 ;
- [2005] Memling's Portraits, Thames & Hudson, 2005 ;
- [2008] Jan Van Eyck  (trad. de l'allemand par Michèle Schreyer), Cologne, Taschen, coll. « La petite collection », 2008, 96 p. (ISBN 978-3-8228-5686-4) ;
- [2009] Splendour of the Burgundian Court : Charles the Bold (1433–1477), Cornell University Press, 2009 ;
- [2011] Van Eyck to Dürer : The Influence of Early Netherlandish Painting on European Art, 1430–1530, Thames & Hudson, 2011 ;
- [2013] (en) avec Joshua P. Waterman (trad. de l'anglais), The Book of Miracles : the Augsburg manuscript from the Collection of Mickey Cartin, Cologne, Taschen, 2013, 291 p. (ISBN 978-3-8365-6414-4) ;
- [2014] Peinture flamande : de Van Eyck à Rubens  (trad. de l'allemand), Paris, Citadelles et Mazenod, 2014, 495 p. (ISBN 978-2-85088-627-0) ;
- [2016] Bosch par le détail  (trad. de l'allemand par Lydie Echasseriaud), Vanves, Éditions Hazan, 2016, 320 p. (ISBN 978-2-7541-0847-8).
- [2016] Dürer par le détail  (trad. Lydie Echasseriaud), Éditions Hazan, 2020, 288 p. (ISBN 978-2-7541-1196-6).

### Articles
- Till-Holger Borchert, « L’an 1500 dans l’art de l’Europe du Nord] », Perspective, no 4,‎ 2008, p. 762-766 (DOI https://doi.org/10.4000/perspective.2788, lire en ligne, consulté le 28 janvier 2022)